# Eusebia Palomino Yenes
Eusebia Palomino Yenes (15 de diciembre de 1899 - 10 de febrero de 1935) fue una religiosa salesiana española. Nació en Cantalpino, en la provincia de Salamanca, y falleció en Valverde del Camino, provincia de Huelva. Pertenecía al Instituto de las Hijas de María Auxiliadora.

## Biografía

### Nacimiento y primeros años
Eusebia Palomino nació el 15 de diciembre de 1899, en el seno de una familia de escasos recursos económicos. Su padre fue Agustín Palomino, que trabajaba de bracero temporal al servicio de los terratenientes de los alrededores, y su madre fue Juana Yenes de Villaflores, que era ama de casa. En total tuvieron cuatro hijos, de los que Eusebia era la tercera.
Ella, junto con su familia, trabajaban en el campo, para aportar a la precaria situación económica que la misma vivía. Sin embargo, en temporada de invierno, ellos salían a mendigar por el pueblo, así podían comer pan después. Desde chiquitos, los padres le inculcaron la enseñanza religiosa y lo hicieron fieles seguidores de la Iglesia católica.
En el año 1906, entra a la escuela nacional de niñas en Cantalpino, pero prontamente la deja para ayudar a su familia. Siendo niña todavía, daba grandes muestras de una maduración temprana, cuidando a los niños de los padres de otras familias, para cobrar un poco de dinero. Y a los doce años va a Salamanca con su hermana mayor Dolores y se pone a servir como niñera.

### Vida religiosa
Los domingos por la tarde, Eusebia empieza a ir al oratorio de las Hijas de María Auxiliadora, en donde conoce a las hermanas, que deciden pedirle su colaboración para ayudar a la comunidad. Eusebia acepta, y desde ese momento empieza a ayudar a las monjas, haciendo tareas como las de ayudar en la cocina, acarrear la leña, ayudar en la limpieza de la casa, tender la ropa en el patio grande, acompañar al grupo de las estudiantes a la escuela estatal y hacer los mandados en la ciudad.
En secreto, Eusebia quería consagrarse a Dios y ser monja, pero su condiciones de pobreza y analfabetismo le dificultaban ese fin, según lo que ella pensaba. Un día, llegó el inspector general salesiano José Binelli a la ciudad, y, luego de hablar con ella, la admite con mucho gusto, en nombre de la Madre General, y el 5 de agosto de 1922 comienza el noviciado.
Ella divide sus turnos de oración, trabajo y educación, y, luego de dos años, en 1924, Eusebia se consagra completamente para Dios, con los votos de pobreza, castidad y obediencia. Es destinada a la casa de Valverde del Camino, una pequeña ciudad que en aquella época contaba con 9.000 habitantes, situada en la zona minera de Huelva en Andalucía no muy lejos de Portugal. En ese lugar atiende a los grupos de niñas del colegio y del oratorio. Su trabajo la ocupaba en la cocina, en la portería, en la ropería, en el cuidado del pequeño huerto y en la asistencia a las niñas al oratorio.
Ella lograba recordar las narraciones de hechos misioneros, vidas de santos, episodios de la devoción mariana, o anécdotas de Don Bosco, gracias a su gran memoria, y las niñas la empiezan a querer por su forma de contarlos.
Era conocida por su devoción a rezar el Rosario de las Santas Llagas. Tenía por costumbre rezar muy a menudo el Viacrucis. Ella insistía mucho en la necesidad de confesarse y comulgar frecuentemente para ser buenos católicos.

### Fallecimiento
En 1930, en España ya se empezaba a sentir una guerra civil, que comenzara el año 1936, conocida como la guerra civil española. Junto a ella, también se palpitaba una persecución religiosa, por lo que Eusebia se ofrece a Dios como víctima para la salvación de España, para la libertad de la religión y predijo la ida del Rey Alfonso XIII y, la proclamación de la Segunda República Española y la guerra civil española y predijo la llegada del Rey Juan Carlos I de España
Entonces, desde agosto de 1932 ella empieza a sufrir de dolores muy fuertes provenientes del asma, una enfermedad que hace mucho tenía pero que nunca se le había presentado así. Junto a estos les siguen otros dolores y enfermedades.
El 4 de octubre de 1934, mientras algunas hermanas rezaban con ella en el lugar donde ella se encontraba, interrumpe y empalidece diciendo: «rezad mucho por Cataluña». Es el principio de la revolución de Asturias de 1934 y de la proclamación del Estado Catalán en octubre de 1934, que estaban dentro de la revolución de 1934.
Finalmente, entre la noche del 9 al 10 de febrero de 1935, Eusebia fallece. Durante todo el día los restos mortales adornados con muchísimas flores, son visitados por toda la población de Valverde del Camino (Huelva).
Su querida directora, la beata Carmen Moreno Benítez, sería fusilada con otra hermana el 6 de septiembre de 1936, empezando así la persecución religiosa.

## Beatificación
Eusebia Palomino fue beatificada el 25 de abril de 2004 por el Papa Juan Pablo II. La positio, el documento que fundamenta la postulación de su causa de beatificación, recoge pruebas en las que se muestran que la beata predijo la guerra civil española que estalló en 1936.